# 아메리칸 코만도
《아메리칸 코만도》(영어: McBain)는 미국에서 제작된 제임스 글리컨하우스 감독의 1991년 액션 전쟁 영화이다. 크리스토퍼 워컨, 마이클 아이언사이드 등이 출연하였다.

## 출연
- 크리스토퍼 워컨 - 보비 맥베인 역
- 마이클 아이언사이드 - 프랭크 브루스 역
- 스티브 제임스
- 마리아 콘치타 알론소
- 빅터 아고
- 토머스 G. 웨이츠
- 칙 베네라
- 제이 패터슨
- 포리스트 콤프턴
- 루이스 구스만

## 기타 제작진
- 미술: 찰스 C. 베넷
- 의상: 마거릿 섄 젠슨

## 우리말 녹음
SBS 성우진 (2001년 11월 2일)
- 설영범 - 맥베인(크리스토퍼 워컨)
- 문지현 - 크리스티나(마리아 콘치타 알론소)
- 온영삼
- 김규식
- 김환진
- 이봉준
- 순동운
- 곽대홍
- 김영훈
- 김옥경
- 이재용
- 김승태
- 안현서